# Mohan
Mohan (německy Main) je řeka v Německu, která patří mezi nejznámější německé řeky. Během svého toku protéká spolkovými zeměmi Bavorsko a Hesensko a u města Wertheim, tvoří hranici Bavorska se spolkovou zemi Bádensko-Württembersko. Délka jeho toku je 524 km. Plocha povodí měří 27 292 km². Jméno řeky (Mohan/Main) je keltského původu. Keltové nazývali tuto řeku Mogin/ Moin, kterýžto název podle některých lingvistů pochází z indoevropského slova „mei“ – „voda“.

## Průběh toku
Vzniká soutokem Červeného a Bílého Mohanu, z nichž první vyvěrá v pohoří Fränkische Alb nedaleko města Bayreuth a měří 73 km a druhý pramení severněji v pohoří Fichtelgebirge v blízkosti česko-německých hranic a jeho délka činí 41 km. Po soutoku zdrojnic tvoří přírodní hranici mezi pohořími Hassberge a Steigerwald a západněji mezi pohořími Spessart a Odenwald. Teče převážně mezi kopci v úzké dolině a níže po rovině. U Wiesbadenské městské části Mainz-Kastel, naproti města Mohuči, ústí do Rýnu jako jeho největší pravostranný přítok.

### Větší přítoky
- levé – Regnitz, Tauber
- pravé – Fränkische Saale, Kinzig, Nidda

## Vodní režim
Průměrný průtok u ústí činí 225 m³/s. Nejvyšších vodních stavů dosahuje v zimě a na začátku jara. V létě dochází k povodním, jež jsou způsobeny dešti. Kolísání úrovně hladiny na dolním toku činí 2 až 3 m.

## Využití
Vodní doprava je možná do vzdálenosti 400 km od ústí. Povodí řeky je spojeno průplavem Rýn–Mohan–Dunaj s povodím Dunaje. Vlnovitě protéká Mohan známá města, jako jsou, na bavorské straně, Kulmbach, Bamberg, Schweinfurt, Würzburg, Aschaffenburg a posléze, na hesenské straně, Hanau, Offenbach, Frankfurt. S hustým osídlením břehů řeky souvisí její značné znečištění.

## Fotogalerie

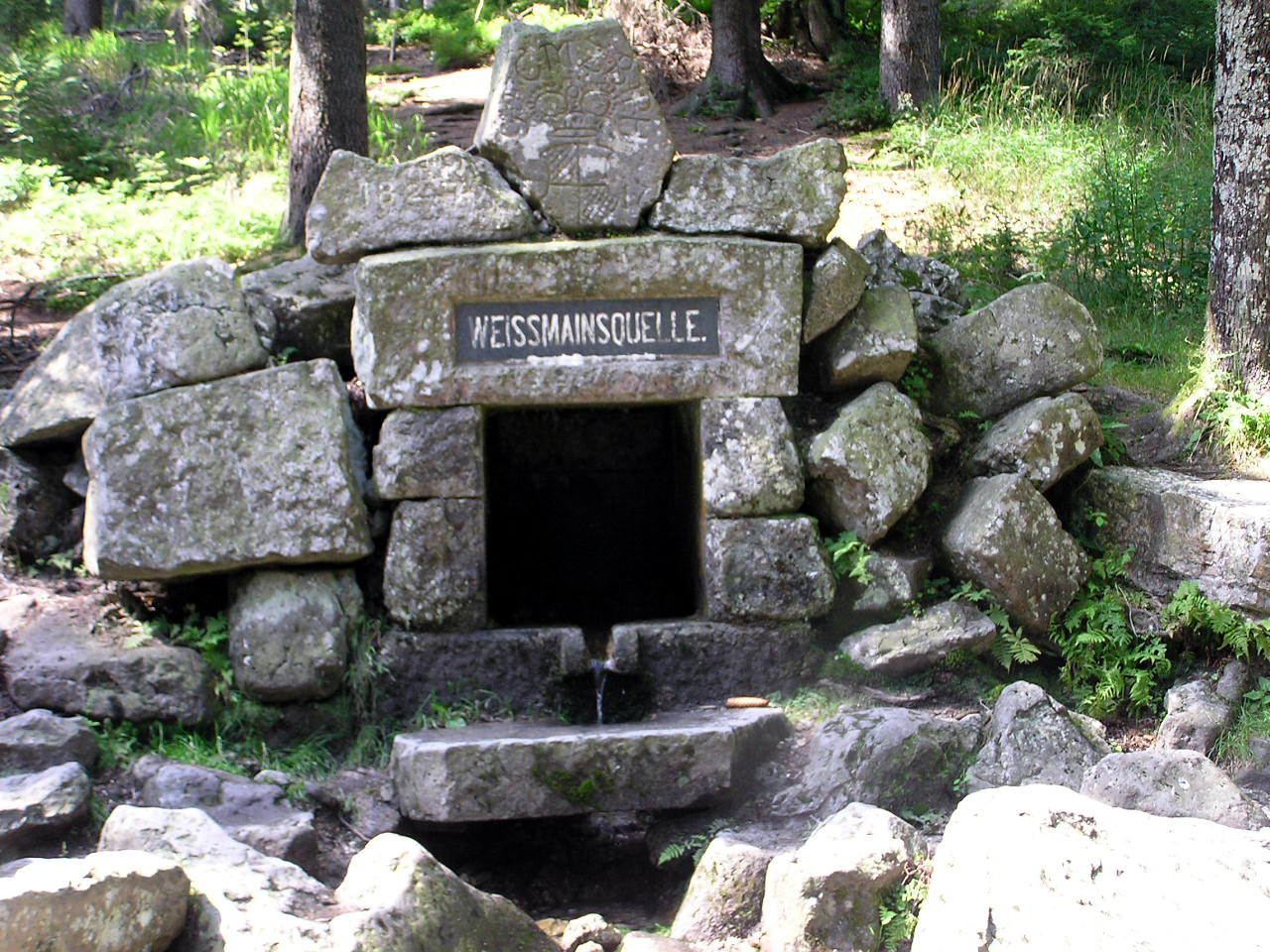
Pramen Bílého Mohanu
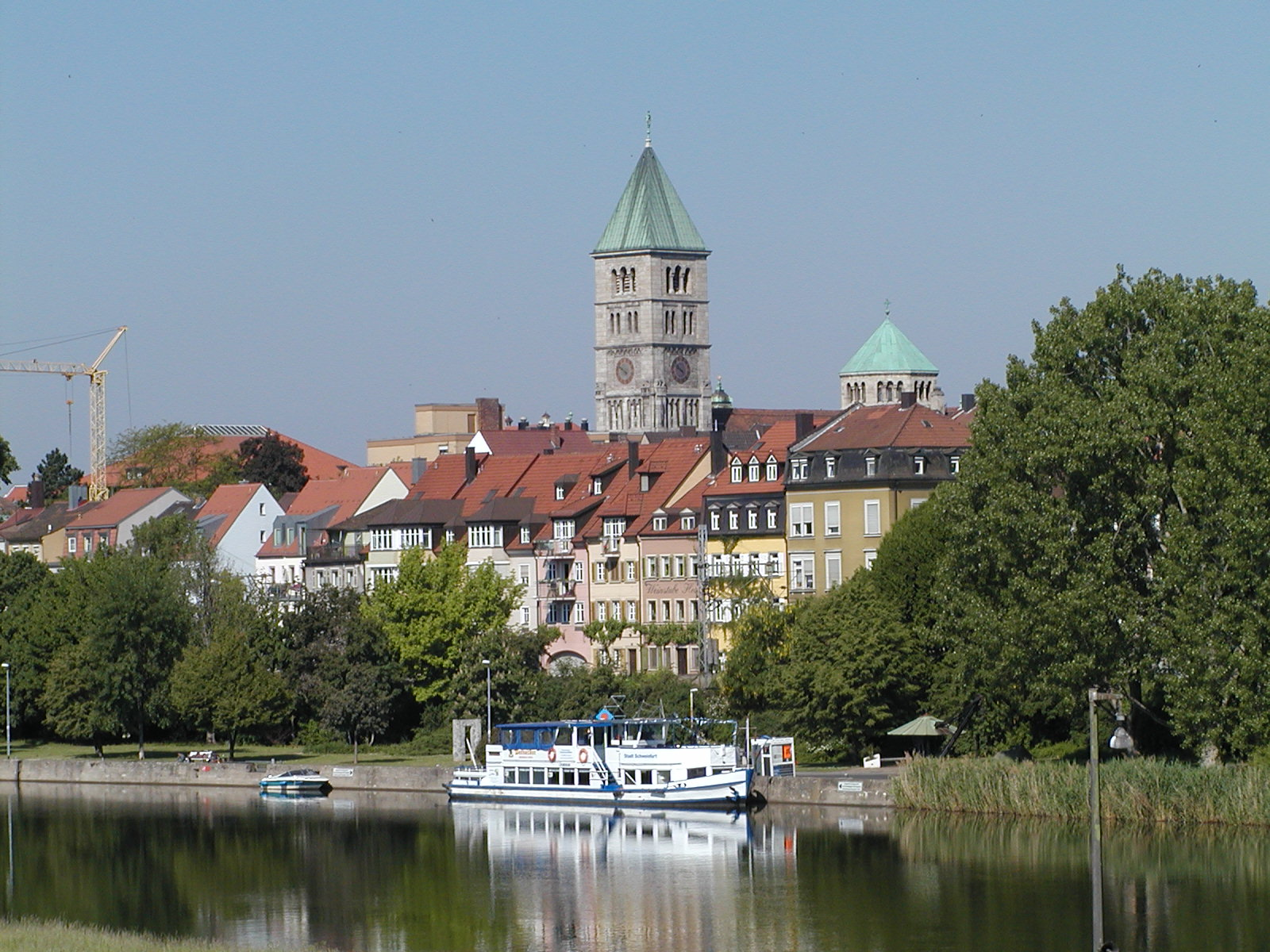
Mohan ve Schweinfurtu
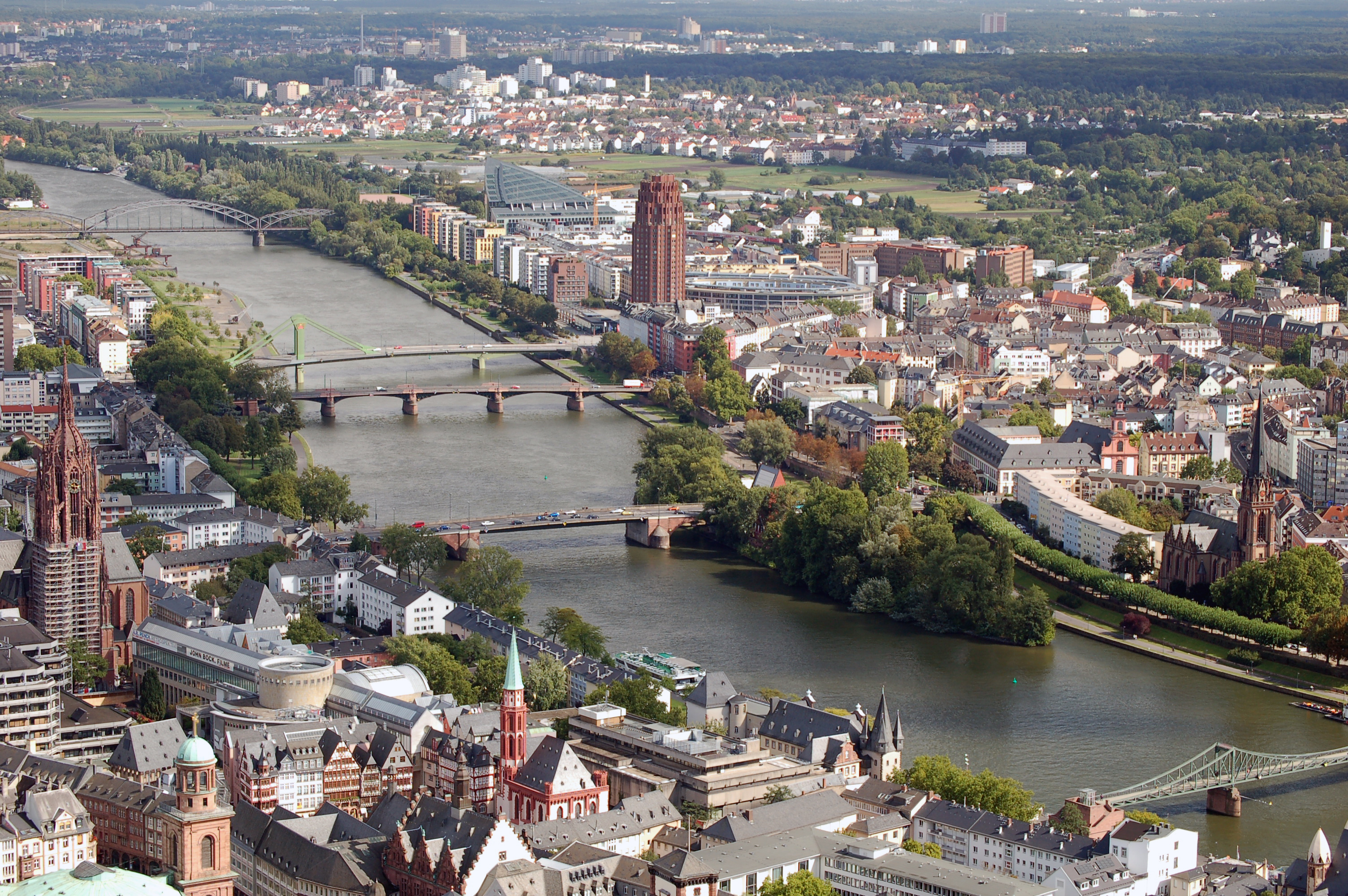
Frankfurt nad Mohanem
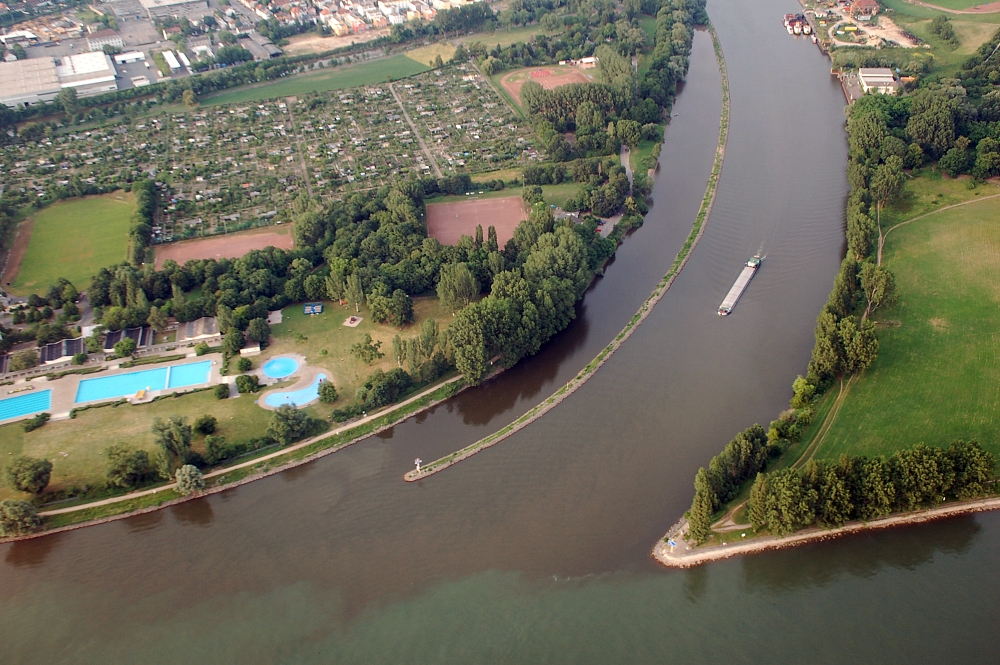
Ústí Mohanu do Rýna